# Gör (Film)
Gör ist ein deutscher Kurzfilm von Anna Roller aus dem Jahr 2022. Das Drama handelt von einer alleinerziehenden Mutter (dargestellt von Julia Windischbauer), deren Sohn des Diebstahls verdächtigt wird.
Das Werk gewann den Deutschen Kurzfilmpreis 2021 und wurde im Jahr 2022 in den Wettbewerb des 43. Filmfestivals Max Ophüls Preis eingeladen.

## Handlung
Die junge Mia lebt als alleinerziehende Mutter mit ihrem Sohn Leon auf dem Land. Während des Fußball-WM-Finales 2014 zwischen Deutschland und Argentinien schiebt sie Hilfsdienst in einer Restaurantküche. Dort wird sie von ihren Kollegen dazu angetrieben, noch härter zu arbeiten.
Während ihrer Schicht erhält Mia unerwartet Besuch von einer anderen Mutter. Diese wirft ihr vor, dass Leon die goldene Halskette einer Mitschülerin gestohlen habe. Mia beleidigt die Frau und entgegnet ihr, dass ihr Sohn kein Dieb sei. Daraufhin wird sie verächtlich als „Gör“ betitelt. Mia trinkt nach der Konfrontation einen großen Schluck Alkohol.
Als Mia wenig später vom aufgelösten Leon einen Notruf via Handy erhält, verlässt sie Hals über Kopf ihre Arbeit, um zu ihm zu eilen. Sie findet ihren Sohn eingeschlossen und geprügelt in einer dunklen Kammer des örtlichen Friseurladens vor. Die Täterinnen sind drei gleichaltrige Mädchen, die im Laden spielen. Darunter befindet sich auch Sofie, die Besitzerin der vermissten Kette. Sofie verweigert Leon eine Entschuldigung und sagt Mia, es liege an ihr, dass er die Kette gestohlen habe. Die wütende Mia greift daraufhin zu einem Rasierapparat und verunstaltet Sofias Pony. Die drei Mädchen flüchten entsetzt aus dem Laden. Als Mia ihren Sohn umarmt, muss sie feststellen, dass er Sofies vermisste Halskette trägt.

## Veröffentlichung und Rezeption
Gör wurde am 23. Januar 2022 beim Filmfestival Max Ophüls Preis uraufgeführt.
Die Jury des Deutschen Kurzfilmpreises hob die genaue Beobachtung, dichte Inszenierung und die verwischte „Trennschärfe zwischen Mutter und Sohn“ als einige der „großen Stärken“ von Gör hervor. Rollers Regiearbeit sei „wie eine Liebeserklärung […] an die Unangepassten und Verstoßenen, an den Trotz und an die Wut“. Gör fordere die Zuschauer in ihrer „eigenen Haltung“ und „Urteil“ heraus. Die Tat der Mutter, zum Rasierer zu greifen und das Mädchen zu verunstalten, sei ein grandioser „Akt der Selbstjustiz“.

## Auszeichnungen
Im Jahr 2021 gewannen Regisseurin Anna Roller und Produzentin Melissa Byrne für Gör den Deutschen Kurzfilmpreis in der Kategorie Spielfilm bis 10 Minuten Laufzeit.
Im Rahmen des Filmfestivals Max Ophüls Preis 2022 erhielt das Werk eine Einladung in den Wettbewerb für den besten Kurzfilm, blieb aber unprämiert.